# Dichomeris nenia
Dichomeris nenia is een vlinder uit de familie van de tastermotten (Gelechiidae). De wetenschappelijke naam van de soort is voor het eerst geldig gepubliceerd in 1986 door Hodges.

## Type
- holotype: "male, 12.V.1966, R.O. & C.A. Kendall"
- instituut: USNM
- typelocatie: "USA, Texas, Bandera County"[3]